# Tore Lindwall
Martin Theodor "Tore" Lindwall, född 10 november 1900 i Alnö i Västernorrlands län, död 29 februari 1980 i Bromma, var en svensk skådespelare.

## Biografi
Lindwall var son till provinsialläkaren Nils Anders Wilhelm Lindwall och Emma Maria Fürst samt dotterson till Manfred Fürst.
Lindwall studerade vid Dramatens elevskola 1921–1923.
Lindwall gjorde sammanlagt 40 roller på Dramaten mellan 1921 och 1927. Han filmdebuterade 1922 i Gustaf Molanders Amatörfilmen. Han gjorde ett 25-tal roller på TV och film. 
1954 tilldelades han Teaterförbundets guldmedalj för "utomordentlig konstnärlig gärning".

## Filmografi
- 1922 – Amatörfilmen
- 1924 – Där fyren blinkar
- 1925 – Ingmarsarvet
- 1925 – Damen med kameliorna
- 1928 – Viddernas folk
- 1935 – Ungdom av idag
- 1937 – Konflikt
- 1939 – Rosor varje kväll
- 1942 – En äventyrare
- 1943 – Sjätte skottet
- 1943 – Jag dräpte
- 1944 – Som folk är mest
- 1944 – Prins Gustaf
- 1945 – Indianer och blekansikten
- 1965 – En historia till fredag (TV-serie)
- 1966 – Yngsjömordet
- 1966 – Prinsessan
- 1967 – Onkel Vanja
- 1967 – De löjliga preciöserna
- 1969 – Kråkguldet (TV-serie)
- 1970 – Röda rummet (TV-serie)
- 1970 – Körsbärsträdgården
- 1971 – Änkeman Jarl
- 1973 – Din stund på jorden (TV-serie)
- 1974 – Karl XII (TV-film)
- 1976 – Raskens (TV-serie)
- 1977 – Soldat med brutet gevär (TV-serie)

## Teater

### Roller (ej komplett)
| År   | Roll                                  | Produktion                                                                         | Regi             | Teater                                  |
| ---- | ------------------------------------- | ---------------------------------------------------------------------------------- | ---------------- | --------------------------------------- |
| 1921 | En betjänt                            | Jokern H. Marsh Harwood                                                            | Olof Molander    | Dramaten                                |
| 1922 | En bonde                              | Duvals skilsmässa Alexandre Bisson och Antony Mars                                 | Gustaf Linden    | Dramaten                                |
| 1922 | En soldat                             | Ett kasperspel Einar Rosenberg                                                     | Olof Molander    | Dramaten                                |
| 1922 | En betjänt                            | Storfursten Sacha Guitry                                                           | Olof Molander    | Dramaten                                |
| 1923 | Första betjänten                      | Vägen till Dover (The Dover Road) A. A. Milne                                      | Karl Hedberg     | Dramaten                                |
| 1923 | Lane                                  | Mister Ernest (The Importance of Being Earnest) Oscar Wilde                        | Gustaf Linden    | Dramaten                                |
| 1923 | Kyparen                               | Sköldpaddskammen Richard Kessler                                                   | Karl Hedberg     | Dramaten                                |
| 1923 | Gustou                                | Äventyret (La belle aventure) Gaston Arman de Caillavet och Robert de Flers        | Karl Hedberg     | Dramaten                                |
| 1923 | Amindab                               | Värdshuset Råbocken Oliver Goldsmith                                               | Olof Molander    | Dramaten                                |
| 1924 | Scipio                                | Knock (Knock ou le Triomphe de la médecine) Jules Romains                          | Karl Hedberg     | Dramaten                                |
| 1925 | Willie Somers                         | Storstädning Frederick Lonsdale                                                    | Olof Molander    | Dramaten                                |
| 1926 | d'Estivet                             | Sankta Johanna (Saint Joan) George Bernard Shaw                                    | Gustaf Linden    | Dramaten                                |
| 1926 | Ordulfo                               | Henrik IV (Enrico IV) Luigi Pirandello                                             | Gustaf Linden    | Dramaten                                |
| 1926 | Anthony Paxton                        | Societet W. Somerset Maugham                                                       | Gustaf Linden    | Dramaten                                |
| 1927 | Boy                                   | Ombord Prins Wilhelm                                                               | Olof Molander    | Dramaten                                |
| 1927 | Gaston                                | Doktor Mirakel Robert de Flers och Franois de Croisset                             | Karl Hedberg     | Dramaten                                |
| 1931 | Mauritz Fristedt                      | Dunungen Selma Lagerlöf                                                            | Gustaf Linden    | Skansenteatern                          |
| 1942 | Doktor Einstein                       | Arsenik och gamla spetsar (Arsenic and Old Lace) Joseph Kesselring                 | Torsten Hammarén | Göteborgs stadsteater                   |
| 1946 | Cherea                                | Caligula Albert Camus                                                              | Ingmar Bergman   | Göteborgs stadsteater                   |
| 1947 | Kyrkoherde Cyril Smith                | Magi Gilbert Keith Chesterton                                                      | Ingmar Bergman   | Göteborgs stadsteater                   |
| 1948 | Hector                                | Tjuvarnas bal (Le Bal des voleurs) Jean Anouilh                                    | Ingmar Bergman   | Göteborgs stadsteater                   |
| 1949 | Gosta                                 | En vildfågel (La Sauvage) Jean Anouilh                                             | Ingmar Bergman   | Göteborgs stadsteater                   |
| 1950 | Moreau                                | Lucienne och slaktaren Marcel Aymé                                                 | Karin Kavli      | Folkparksturné                          |
| 1950 | Ejnar Kargo                           | Kärlek Kaj Munk                                                                    | Torsten Hammarén | Göteborgs stadsteater, 24 november 1950 |
| 1951 | Theodore Hickman, resande i järnvaror | Si, iskarlen kommer! (The Iceman Cometh) Eugene O'Neill                            | Stig Torsslow    | Göteborgs stadsteater, 9 februari 1951  |
| 1952 | Vetenskapsmannen                      | I skvallerspegeln Samuel Spewack                                                   | Knut Ström       | Göteborgs stadsteater, 29 augusti 1952  |
| 1953 |                                       | Änglavakt (La Cuisine des anges) Albert Husson                                     | Helge Wahlgren   | Göteborgs stadsteater                   |
| 1953 |                                       | I sista minuten Aldo de Benedetti                                                  | Helge Wahlgren   | Göteborgs stadsteater                   |
| 1954 | Schröderheim                          | Gustav III August Strindberg                                                       | Bengt Lagerkvist | Göteborgs stadsteater, 13 januari 1954  |
| 1954 | Feri von Kerekes                      | Csardasfurstinnan (Die Csárdásfürstin) Emmerich Kálmán, Leo Stein och Béla Jenbach | Egon Larsson     | Oscarsteatern                           |
| 1959 |                                       | Naken kvinna med violin (Nude with Violin) Noël Coward                             | Olof Bergström   | Göteborgs stadsteater                   |
| 1959 | Alfred Ill                            | Besök av gammal dam (Der Besuch der alten Dame) Friedrich Dürrenmatt               | Johan Falck      | Göteborgs stadsteater                   |
| 1961 | Pastor Manders                        | Gengångare (Gengangere) Henrik Ibsen                                               | Staffan Aspelin  | Göteborgs stadsteater, 16 mars 1961     |
| 1963 | Mandus                                | Änkeman Jarl Vilhelm Moberg                                                        | Per-Axel Branner | Skansens friluftsteater                 |
| 1964 | Mandus                                | Änkeman Jarl Vilhelm Moberg                                                        | Hans Bergström   | Helsingborgs stadsteater                |
| 1965 | James Mavor Morell                    | Candida George Bernard Shaw                                                        | Bo Swedberg      | Helsingborgs stadsteater                |
| 1970 | Feri von Kerekes                      | Csardasfurstinnan (Die Csárdásfürstin) Emmerich Kálmán, Leo Stein och Béla Jenbach | Isa Quensel      | Oscarsteatern                           |